# Ordre de l'Hermine (Bretagne)
Pour les articles homonymes, voir Ordre de l'Hermine.
L'ordre de l’Hermine est un ordre de chevalerie fondé en 1381 par Jean IV, duc de Bretagne, à la suite de la bataille d'Auray, non loin duquel il avait son siège dans une chapelle à Saint-Michel-des-Champs.
Sa devise est : « À ma vie, comme j’ay dit ».
En 1448, il est modifié par l'adjonction d'un collier d'épis de blé tressés pour devenir l'ordre de l'Hermine et de l'Épi, ou ordre de l'Espy. Un épi de blé posé à l'envers ressemble à une moucheture d'hermine, motif des armes de Bretagne.
Il était ouvert aux femmes, ainsi qu'aux roturiers qui se trouvaient alors anoblis.
Tombé en désuétude sous le règne de la reine Anne au bénéfice de la Cordelière, les insignes de l'ordre ont été à nouveau portés par le dernier duc de Bretagne, François III pendant son couronnement à la cathédrale de Rennes en 1532, puis laissés à l'abandon.

## L'ordre de chevalerie

### Histoire
Lors de son dernier exil à la cour d'Angleterre de 1377 à 1379, le duc de Bretagne Jean IV le Conquérant est nommé chevalier de l'ordre de la Jarretière, et il put observer les bénéfices de l'institution d'un qui liait fortement un groupe de nobles fidèles à la personne du roi.
En effet, le roi Édouard III d'Angleterre avait fondé en 1344 un ordre de chevalerie royale, l'ordre de la Table ronde, comprenant 40 membres, puis en 1349 l'ordre de la Jarretière avec un nombre de membres illimité. Il avait été imité par le roi de France Jean II le Bon qui institue en 1351 l'ordre de l'Étoile. L'ordre de la Toison d'or et l'ordre du Croissant ne furent institués qu'en 1431 et 1434.
De retour en Bretagne en 1379, après avoir été lâché par une partie de la noblesse bretonne qui lui reprochait son anglophilie exagérée, Jean IV crée en 1381 son propre ordre : l'ordre de l'Hermine.
Le peu d'informations disponibles ont été transmises par Guillaume de Saint-André qui décrit l'ordre en 1381, car les statuts originaux de l’ordre ont été perdus. « Qui lors portaient nouveaux colliers/ De moult bel port, de belle guise/ Et estoint nouvelle devise/ De doux roletz bruniz et beaux/ Couplez ensemble de doux fermaulx/ Et au dessoux estoit l’ermine/ En figure et en couleur fine/ En deux cedule avoit escript :/ A ma vie, comme j’ay dit. »
Ses membres s'engageaient à se réunir annuellement à la Saint-Michel, date anniversaire de la victoire d'Auray, pour une messe à la collégiale de Saint-Michel-du-Champs à Auray. Un clergé permanent, composé d’un doyen et de huit prêtres, servait sur ce monastère édifié sur le lieu de la bataille. Il en coûtait 600 livres par an au trésor ducal.
L'ordre de l'Hermine était ouvert aux femmes, neuf sont connues. La première d'entre elles est Jeanne, vicomtesse de Navarre. Ensuite Jeanne, vicomtesse de Rohan, laissa son collier à Saint-Michel d’Auray en 1401. Par la suite, l’ordre de l’Étole et de la Jarre, fondé en 1403 par le prince castillan Fernando de Antequera, admit aussi les femmes. En 1445, c'est Jeanne d'Albret, comtesse de Richemont, qui est reçue chevalière de l'ordre de l'Hermine et en 1447, Isabeau d'Écosse, duchesse de Bretagne.
Vers 1430, des chevaliers anglais et écossais reçurent collier ducal. Dans la seconde moitié du XIVe siècle, l’ordre de l’Hermine devient moins politique qu’honorifique. Sous le duc François II, il n’est plus conféré que pour des raisons diplomatiques à des ambassadeurs en visite ou pour conforter des alliances. François II qui obtient le classement, par bulle papale, de la collégiale d’Auray, semble n’avoir plus assisté aux messes commémoratives qui s’y déroulaient.
L'ordre fut modifié en 1448 et fusionné avec l'ordre de l'Épi, fondé par le duc François II, pour devenir l'ordre de l'Hermine et de l'Épi. François II fonda ensuite l'ordre de la Cordelière qui prévalut pendant le règne de la duchesse Anne.
Après la mort en 1514 de la reine Anne, il fallut attendre 1532, pour que le dernier duc de Bretagne, François III, arbore les insignes de l’ordre.

### Le collier
Comme dans les ordres royaux français, les colliers appartenaient à l'ordre. Ils étaient remis, après la mort de leurs possesseurs, aux doyens et chapelains de Saint-Michel-des-Champs, siège de l'ordre, près d'Auray, pour être convertis en calices ou ornements et employés pour les bonnes œuvres de la chapelle. Dans une lettre de Jean V datée de 1437, son fils Jean V, il est indiqué que les officiers ducaux avaient l’ordre de poursuivre les héritiers des membres décédés afin de récupérer les colliers. Ceux-ci servaient ensuite à entretenir la chapelle de l’ordre, à Auray.
Aucun exemplaire ni dessin précis du collier n'a été conservé. Le dernier collier de l'Hermine qu'on pouvait voir représenté était sculpté en albâtre sur le tombeau de Jean IV, dans la cathédrale de Nantes. Il est détruit durant la révolution française en 1793.
Dans un compte-rendu de 1424, le collier du duc est décrit comme étant une magnifique chaîne en or couverte de bijoux et de perles, à laquelle était attaché un pendant d’hermine, également orné de bijoux.
Le collier de l'ordre se composait de deux chaînes d'or, formées elles-mêmes d'agrafes ornées d'hermines. Ces deux chaînes étaient attachées à leurs extrémités par une double couronne ducale où deux hermines émaillées étaient suspendues. Une banderole entourait les chaînes et portait la devise « À ma vie ». Il comprenait une banderole tourbillonnant autour d'une file d'hermines passantes — cette disposition se retrouve sur de nombreuses sablières, corniches, larmiers ou bandeaux courant autour des églises. À une couronne à hauts fleurons, dite alors « royalle », était suspendue par une chaînette une autre hermine passante colletée, emblème personnel de Jean IV. Un petit anneau, figurant des épis de blé, a par la suite été ajouté par le duc François Ier pour l'ordre de l'Hermine et de l'Épi de blé.

### Le symbole de l'hermine
Le symbole de l'hermine en Bretagne est rattaché à diverses légendes.
L’apparition de l’hermine dans les armes des ducs de Bretagne remonte à Jean II de Dreux, fils de Pierre Mauclerc (1213-1237) qui appartenait à la famille capétienne de Dreux, issue de Robert Ier, fils du roi Louis VI. La maison de Dreux avait pour un blason échiqueté avec une bordure, et Jean II de Dreux, duc de Bretagne, brisait ses armes d'un canton d'hermine. Il fut aussi le premier à faire figurer son écu sur les deniers d'argent, contribuant ainsi à populariser ses armoiries, puis celle de ses successeurs qui portèrent l'hermine plain.
En 1316, le duc Jean III de Bretagne dit Le Bon, change d'armoiries. Ne pouvant plus souffrir la seconde épouse de son père, Yolande de Dreux, il retire de ses armes l'échiqueté et la bordure appartenant aux Dreux. La brisure d'hermine devient les armes plaines du duc de Bretagne.

## Récipiendaires
- Jeanne d'Albret, comtesse de Richemont, qui est reçue chevalière de l'ordre de l'Hermine 1445
- Isabeau d'Écosse, duchesse de Bretagne, en 1447.
- Jeanne de Navarre (1370-1437), vicomtesse de Navarre.
- Jehan de Parcevaux (1360-1425), capitaine de la ville et du château de Lesneven, seigneur de Mézarnou, paroisse de Plounéventer[2].
- Jeanne de Rohan (1339-1403), vicomtesse de Rohan[3].

## Une nouvelle version de l'ordre
Une décoration homonyme de l'ordre de l'Hermine a été créée en 1972 à l'initiative privée de René Pleven, président du Comité d'étude et de liaisons des intérêts bretons (CELIB). Elle distingue des personnalités qui œuvrent pour le rayonnement de la culture bretonne. Le collier, différent de celui du Moyen Âge, a été dessiné par Pierre Toulhoat.
L'ordre de l'Hermine est désormais décerné par l'Institut culturel de Bretagne.